# Джон Гемм
Джонатан Деніел Гемм (англ. Jonathan Daniel Hamm; нар.10 березня 1971, Сент-Луїс, Міссурі) — американський актор кіно і телебачення. Найбільш відомий за роллю Дона Дрейпера у серіалі «Божевільні» (2007—2015).

## Біографія

### Ранні роки життя
Народився в Сент-Луїсі, штат Міссурі, в сім'ї Деніела і Дебри Гемм. Його батько мав невеличкий сімейний бізнес з перевезень. Мати працювала секретаркою. Своє прізвище — Гемм, родина успадкувала від німецьких іммігрантів. Джон має німецьке, англійське та ірландське походження.
Батьки Джонатана розлучились, коли йому було лише два роки, з того часу він жив зі своєю матір'ю у невеличкому місті Крів-Кер, аж до її смерті від раку, на той момент йому виповнилось 10 років. Після цього Гемм переїхав до свого батька та бабці у Норманді. Свою першу роль Вінні Пуха Гемм зіграв ще у початковій школі, а коли йому було вже 16, він пройшов кастинг на роль Юди Іскаріота у виставі «Godspell». І хоча йому сподобався акторський досвід, він не ставився до цього заняття занадто серйозно. Він відвідував школу Джона Берроуза (John Burroughs School) у Ладью, де був у складі футбольної та бейсбольної команди, а також був у команді з плавання. В цей період він зустрічався з Сарою Кларк, яка згодом стала актрисою. Коли Гемму виповнилось 20, помер його батько.
Після закінчення школи у 1989 році, Джон поступив в державний дослідницький Техаський університет в місті Остін, штата Техас, де був прийнятий в студентське братство «Sigma Nu». І майже одразу, у листопаді 1990, був заарештований за досить жорстоку процедуру посвяти одного з бажаючих доєднатися до братства. Марку Сандерсу підпалили одяг та били його веслом від човна та метлою, коли Гемм вів його навколо будинку студентського гуртожитку. Внаслідок цього скандалу керівництво університету заборонило існування братства на території навчального закладу.
Гемм вирішив перевестись в інший університет і перейшов в Міссурійський університет (University of Missouri), в місті Коламбія штату Міссурі. Там він відгукнувся на оголошення про набір в театральну групу, і в результаті кастингу пройшов проби на виставу «Сон літньої ночі». Після цього було ще кілька п'єс у яких Гемм брав участь навчаюсь в університеті.
Закінчивши навчання у 1993 році та здобувши ступінь бакалавра мистецтв, Гемм повертається до школи в якій сам навчався і починає вчити акторській справі старшокласників. Одною з його студенток була Еллі Кемпер, майже через 20 років вони разом з Геммом взяли участь у зйомках серіалу «Незламна Кіммі Шмідт» від Netflix.

### Акторська кар'єра
Не бажаючи сподіватись на звичайний плин акторського життя, у 1995 році Джон переїжджає у Лос-Анджелес, маючи лише автомобіль та $150 у кишенях. Він орендує будинок разом з чотирма іншими акторами початківцями і починає працювати офіціантом та ходити на різноманітні прослуховування. В період 1997 року працює в театрі (Sacred Fools Theater Company), де беру участь у деяких виставах Шекспіра, в одній з яких «Тімон Афінський» грав роль Флавія. Але основна мета — провідна роль у кіно чи на телебаченні, залишається недосяжною, хоча він і співпрацює з професійним кадровим агентством Вілльям Морріс (William Morris Agency). У 1998 році Гемм все ще залишається офіціантом та інколи працює декоратором сцени у еротичних малобюджетних фільмах та з'являється у масовці в телесеріалах. Після чисельних нерезультативних кастингів Гемм залишає Вілльям Морріс, та ставить перед собою крайню межу свого акторського пошуку — свій 30-й день народження. І у випадку якщо він не отримає ролі, вирішує повернутись додому та зайнятись іншою справою.
У 2000 році Гемму випадає нагода зіграти другорядного персонажа, пожежника Берта Рідлі, у одному з епізодів доволі успішного серіалу «Провіденс». За щасливим збігом обставин, коли завагітніла одна з головних актрис Меліна Канакаредес, щоб не переривати зйомки, її вагітність вирішили задіяти в серіалі. Саме для цього і залучили Джона, щоб обіграти цю вагітність в сюжеті. Таким чином контракт, який передбачав лише один епізод, переписали та продовжили до 18 епізодів. Це дозволило Гемму розпрощатися з роботою офіціанта та зосередитись на акторській кар'єрі.
Свій кінодебют лише з одним реченням та швидкоплинною появою у кадрі Джон зробив у пригодницькому фільмі Клінта Іствуда «Космічні ковбої», 2000 року. Далі були більш вагомі ролі, у комедійному фільмі «Цілуючи Джессіку Стейн» 2001 року, та військовій драмі «Ми були солдатами» 2002 року. Саме під час зйомок цього фільму, Джону виповнилось 30 років. Його акторська кар'єра остаточно стала непохитною та неминучою після отримання провідної ролі інспектора Нейта Бассо у телесеріалі «Підрозділ» (The Division) 2002—2004 року, з появою у 66 епізодах.
Після цього була низка не дуже вагомих ролей у різних фільмах та серіалах, аж допоки Гемм не отримав головну роль у серіалі «Божевільні» 2007—2015 року, з появою у 92 епізодах. Під час виходу серіал отримав широке визнання критиків за сценарій, акторську майстерність, історичну достовірність; шоу завоювало безліч різноманітних нагород, лише на початок 2010 року серіал отримав 4 нагороди «Золотий глобус», а також 38 інших премій у 59 номінаціях. А сам Гемм отримав кілька персональних нагород, серед яких:
- Премія «Золотий глобус» — найкраща чоловіча роль у драматичному серіалі — 2008 та 2016 року;
- Вибір телевізійних критиків — найкращий актор у драматичному серіалі — 2011 рік;
- Прайм-тайм премія «Еммі» — найкраща чоловіча роль у драматичному телесеріалі — 2015 рік;
- Асоціація телевізійних критиків — індивідуальне досягнення у драмі — 2011 та 2015 року.

### Особисте життя

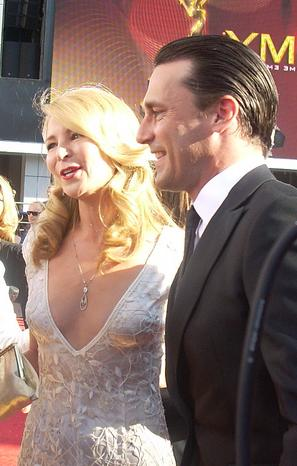
Джон Гемм і Дженніфер Вестфелд в 2008 році.

У 1997-2015 роках Гемм мав стосунки з актрисою та сценаристкою Дженніфер Вестфелд. В одному з інтерв'ю, обговоривши стан справ з Дженніфер, Джон зауважив, що вони може й не мають клаптику паперу, який засвідчує, що вони чоловік і дружина, але після 10 років Дженніфер для нього вже набагато більше, ніж просто подружка. Також у них набагато глибший зв'язок, ніж здається, і вони обидва це відчувають. Гемм вважає, що люди повинні одружуватися, коли вони готові мати дітей, а наразі для них важливіші їхні кар'єри.
На початку 2000-х років вони знімались разом у фільмах «Цілуючи Джесіку Стейн» 2001, «Айра і Еббі» 2006.
Протягом 2009 року Гемм і Вестфелд створили їхню спільну продюсерську компанію Points West Pictures. Також вони переймаються порятунком тварин та взяли собі домашнього улюбленця з притулку для тварин, собаку змішаної породи на ім'я Кора.
У 2012 році також знялись разом у фільмі «Друзі з дітьми», до якого Дженніфер написала сценарій та була режисером.
У 2015 році Джон і Дженніфер повідомили, що вони припиняють свої стосунки. Також у цьому році стало відомо, що Гемм пройшов курс лікування від алкоголізму.
Починаючі з 2021 він почав зустрічатися з колегою по професії та партнеркою по серіалу «Mad men» Анною Осцеола (Anna Osceola, 1988 р.нар.). У лютому 2023 Джон та Анна заручилася і в суботу 24 червня 2023 зіграли весілля.

## Фільмографія
| Рік       |    | Українська назва                            | Оригінальна назва                                | Роль                               |
| --------- | -- | ------------------------------------------- | ------------------------------------------------ | ---------------------------------- |
| 1996      | с  | Велике побачення                            | The Big Date                                     | учасник шоу                        |
| 1997      | с  | Еллі МакБіл                                 | Ally McBeal                                      | хлопець у барі                     |
| 2000      | с  | Родина Гакглі                               | The Hughleys                                     | Базз                               |
| 2000      | с  | Біда нормальних людей                       | The Trouble with Normal                          | Джексон                            |
| 2000      | ф  | Космічні ковбої                             | Space Cowboys                                    | молодий пілот №2                   |
| 2000—2001 | с  | Провіденс                                   | Providence                                       | Берт Рідлі                         |
| 2001      | ф  | Цілуючи Джессіку Стейн                      | Kissing Jessica Stein                            | Чарлз                              |
| 2001      | с  | Рання пташка                                | Early Bird Special                               | рудий поліцейський                 |
| 2002      | ф  | Ми були солдатами                           | We Were Soldiers                                 | капітан Мет Діллон                 |
| 2002      | с  | Дівчата Гілмор                              | Gilmore Girls                                    | Пейтон Сандерс                     |
| 2002—2004 | с  | Жіноча бригада                              | The Division                                     | інспектор Нейт Бассо               |
| 2005      | с  | C.S.I.: Місце злочину Маямі                 | CSI: Miami                                       | доктор Бренд Кресслер              |
| 2005      | с  | Пойнт Плезант                               | Point Pleasant                                   | доктор Джордж Форрестер            |
| 2005      | с  | Усі жінки — відьми                          | Charmed                                          | Джек Броуді                        |
| 2006      | с  | 4исла                                       | Numb3rs                                          | Річард Класт                       |
| 2006      | с  | Родичі                                      | Related                                          | Денні                              |
| 2006      | ф  | Айра і Еббі                                 | Ira & Abby                                       | Ронні                              |
| 2006—2007 | с  | Загін                                       | The Unit                                         | Вілсон Джеймс                      |
| 2006—2007 | с  | Що робити з Браяном?                        | What About Brian                                 | Річард Повіч                       |
| 2007      | ф  | Десять                                      | The Ten                                          | Кріс Кнал                          |
| 2007      | с  | Програма Сари Сільверман                    | The Sarah Silverman Program                      | кабельщик                          |
| 2007—2015 | с  | Божевільні                                  | Mad Men                                          | Дон Дрейпер                        |
| 2008      | ф  | День, коли Земля зупинилась                 | The Day the Earth Stood Still                    | доктор Майкл Грейнер               |
| 2008—2010 | с  | Суботнього вечора в прямому ефірі           | Saturday Night Live                              | ведучій                            |
| 2009      | ф  | Самотній чоловік                            | A Single Man                                     | озвучка, Генк Екерлі               |
| 2009      | ф  | Вкрадений                                   | Stolen                                           | Том Едкінс                         |
| 2009—2012 | с  | 30 потрясінь                                | 30 Rock                                          | доктор Дрю Бейд                    |
| 2010      | ф  | Шрек назавжди                               | Shrek Forever After                              | озвучка, огр                       |
| 2010      | ф  | Команда А                                   | The A-Team                                       | агент                              |
| 2010      | ф  | Місто                                       | The Town                                         | Адам Фролі                         |
| 2010      | ф  | Лемент                                      | Howl                                             | Джейк Ерліч                        |
| 2010      | с  | Сімпсони                                    | The Simpsons                                     | озвучка, агент ФБР                 |
| 2010—2012 | с  | Шоу Конана                                  | Conan                                            | Дон Дрейпер                        |
| 2010—2016 | с  | Дитяча лікарня                              | Childrens Hospital                               | Дерек і Артур Чілдренс             |
| 2011      | ф  | Заборонений прийом                          | Sucker Punch                                     | доктор                             |
| 2011      | ф  | Подружки нареченої                          | Bridesmaids                                      | Тед                                |
| 2011      | с  | Робоцип                                     | Robot Chicken                                    | різноманітна озвучка               |
| 2012      | ф  | Друзі з дітьми                              | Friends with Kids                                | Бен                                |
| 2012      | с  | Лавина хибних рішень Тодд Маргарет          | The Increasingly Poor Decisions of Todd Margaret | у ролі самого себе                 |
| 2012      | с  | Гуп! Гуп! Комедія                           | Comedy Bang! Bang!                               | у ролі самого себе                 |
| 2012      | с  | Говорить Марта                              | Martha Speaks                                    | озвучка, Гем Джонсон               |
| 2012      | с  | Металокаліпсис                              | Metalocalypse                                    | озвучка                            |
| 2012      | с  | Американський тато!                         | American Dad!                                    | озвучка самого себе                |
| 2012      | с  | Сім’янин                                    | Family Guy                                       | озвучка самого себе                |
| 2012—2013 | с  | Найвидатніша подія в історії телебачення    | The Greatest Event in Television History         | Рік Саймон та привид Джона Гемма   |
| 2012—2013 | с  | Щоденник молодого лікаря                    | A Young Doctor's Notebook                        | старий лікар                       |
| 2013      | ф  | Конгрес                                     | The Congress                                     | озвучка, Ділан Трулайнер           |
| 2013      | с  | Закусочна Боба                              | Bob's Burgers                                    | озвучка Оу Ті                      |
| 2013      | с  | Арчер                                       | Archer                                           | озвучка, капітан Мерфі             |
| 2013      | с  | ESPY Award                                  | ESPY Award                                       | ведучій                            |
| 2013      | ф  | Закінчена історія                           | Clear History                                    | Віл Гані                           |
| 2014      | ф  | Рука на мільйон баксів                      | Million Dollar Arm                               | Джей Бі Бернштейн                  |
| 2014      | с  | Вебтерапія                                  | Web Therapy                                      | Джеб Мастерс                       |
| 2014      | с  | Чорне дзеркало                              | Black Mirror                                     | Метт Трент (Епізод: "Біле Різдво") |
| 2014—2015 | с  | Парки та зони відпочинку                    | Parks and Recreation                             | Ед                                 |
| 2014      | ф  | Посіпаки                                    | Minions                                          | озвучка, Герб Противсіх            |
| 2015—2020 | с  | Незламна Кіммі Шмідт                        | Unbreakable Kimmy Schmidt                        | Річард Вейн і Гаррі Вейн           |
| 2015      | ф  | 7 днів у пеклі                              | 7 Days in Hell                                   | оповідач                           |
| 2015      | с  | Вологе спекотне американське літо           | Wet Hot American Summer                          | найманий вбивця                    |
| 2015      | с  | Тости Лондона                               | Toast of London                                  | у ролі самого себе                 |
| 2016      | ф  | Цілком приголомшливе: Фільм                 | Absolutely Fabulous: The Movie                   | у ролі самого себе                 |
| 2016      | ф  | Встигнути за Джонсами                       | Keeping Up with the Joneses                      | Тім Джонс                          |
| 2016      | с  | Вондер Тут і Там                            | Wander Over Yonder                               | озвучка, лорд Гейдер               |
| 2016      | с  | Енжі Трібека                                | Angie Tribeca                                    | Маккормік                          |
| 2016      | с  | Остання людина на Землі                     | The Last Man on Earth                            | Деррел                             |
| 2016—2018 | с  | Дивовижний Гейл Пайл                        | The Amazing Gayl Pile                            | озвучка                            |
| 2016—2020 | с  | Пан або пропав (спортивна документалістика) | All or Nothing (sports docuseries)               | оповідач                           |
| 2017      | ф  | Марджорі Прайм                              | Marjorie Prime                                   | Волтер                             |
| 2017      | ф  | На драйві                                   | Baby Driver                                      | Джейсон Ван Горн                   |
| 2017      | ф  | Мурахоїд                                    | Aardvark                                         | Крейг Норман                       |
| 2017      | с  | Губка Боб Квадратні Штани                   | SpongeBob SquarePants                            | озвучка, Дон Групер                |
| 2017      | ф  | Тур де Фармацевт                            | Tour de Pharmacy                                 | оповідач                           |
| 2017      | с  | Великоротий                                 | Big Mouth                                        | озвучка                            |
| 2018      | ф  | Ностальгія                                  | Nostalgia                                        | Віл Берн                           |
| 2018      | ф  | На вістрі                                   | Beirut                                           | Мейсон Скілес                      |
| 2018      | ф  | Ти квач!                                    | Tag                                              | Боб Каллахен                       |
| 2018      | ф  | Погані часи у «Ель Роялі»                   | Bad Times at the El Royale                       | Сеймур «Ларамі» Салліван           |
| 2018      | с  | Легіон                                      | Legion                                           | оповідач                           |
| 2018      | с  | Баррі                                       | Barry                                            | у ролі самого себе                 |
| 2018      | с  | Довільні випадки обачливості                | Random Acts of Flyness                           | у ролі самого себе                 |
| 2018      | с  | Я тебе кохаю, Америка з Сарою Сільверман    | I Love You, America with Sarah Silverman         | Авраам Лінкольн                    |
| 2018      | с  | Родина Грін з великого міста                | Big City Greens                                  | озвучка, Луїс                      |
| 2019      | ф  | Доповідь                                    | The Report                                       | Деніс Мак-Дона                     |
| 2019      | ф  | Люсі в космосі                              | Lucy in the Sky                                  | Марк Гудвін                        |
| 2019      | ф  | Поміж папороті: Фільм                       | Between Two Ferns: The Movie                     | у ролі самого себе                 |
| 2019      | ф  | Ісус смалить                                | The Jesus Rolls                                  | Пол Домінік                        |
| 2019      | ф  | Річард Джуелл                               | Richard Jewell                                   | агент Том Шоу                      |
| 2019      | с  | Добрі передвісники                          | Good Omens                                       | архангел Гавриїл                   |
| 2020      | с  | Медична поліція                             | Medical Police                                   | доктор Дерек Чилдренс              |
| 2020      | с  | Угамуй свій запал                           | Curb Your Enthusiasm                             | у ролі самого себе                 |
| 2020      | с  | Домашнє кіно: Принцеса-наречена             | Home Movie: The Princess Bride                   | Вестлі                             |
| 2020      | ф  |                                             | Wild Mountain Thyme                              | Адам Келлі                         |
| 2021      | мс | M.O.D.O.K.                                  | M.O.D.O.K.                                       | Залізна людина (голос)             |
| 2021      | ф  | Без різких рухів                            | No Sudden Move                                   | Джо Фінні                          |
| 2022      | ф  | Найкращий стрілець: Маверік                 | Top Gun: Maverick                                | віцеадмірал                        |
| 2022      | ф  |                                             | Confess, Fletch                                  | Ірвін «Флетч» Флетчер              |
| 2023      | с  | Ранкове шоу                                 | The Morning Show                                 | Пол Маркс                          |
| 2023—2024 | с  | Фарґо                                       | Fargo                                            | шериф Рой Тілман                   |
| 2024      | ф  | Круті дівчата                               | Mean Girls                                       | тренер                             |
| 2024      | ф  | Без глазурі                                 | Unfrosted                                        | рекламник                          |
| 2024      | ф  | Трансформери: Нове покоління                | Transformers One                                 | Сентінел Прайм                     |
| 2026      | мф | Стрибунці                                   | Hoppers                                          | Джеррі                             |